# Тергукасов, Арзас Артемьевич
Арзас (Аршак) Артемьевич Тергукасов (Тер-Гукасов) (арм. Արշակ Արտեմի Տեր-Ղուկասյան; 1819 — (8) 20 января 1881) — российский генерал, герой Русско-турецкой войны 1877—1878 годов.

## Биография
Родился в 1819 году в Тифлисе. Армяно-григорианского вероисповедания. Был 6-м из восьми сыновей протоиерея армянской апостольской церкви Тер-Арутюна Тер-Гукасянца (возможно правильно — Тер-Гукасяна), выходца из бывшего Шамхорского владения, составляющего, до прибытия русских в Закавказье, часть Гянджинского ханства. Решающее значение на карьеру Арзаса Артемьевича и всей его семьи оказал его старший брат Соломон (01.07.1801—16.04.1861), который, при содействии и покровительстве Архиепископа Нерсеса, впоследствии Католикоса всех армян, окончив курс медицинских наук, получил в 1826 году звание доктора медицины. Вернувшись в 1826 году в Тифлис, Соломон в 1827 году определил четырёх своих братьев, в том числе и Арзаса Артемьевича, в Армянское духовное училище, основанное в 1824 году архиепископом Нерсесом. По окончании учёбы братьев в духовном училище, в 1831 году, Соломон отвёз их в Россию для дальнейшего образования. В 1835 году, 6 июля, Арзас Артемьевич поступил в институт Корпуса инженеров путей сообщения. Учась в институте, в 1836 году 15 июля, он был произведён в портупей-прапорщики, затем, 13 мая 1837 года, ему был присвоен чин прапорщика, а через год, 4 июня 1838 года, за успехи в науках Арзасу Артемьевичу был присвоен чин подпоручика с назначением на действительную службу в Первую дирекцию окрестных Санкт-Петербургских дорог.
В мае 1842 года Арзас Артемьевич был переведён на Кавказ, в дирекцию военных сообщений. Здесь он прослужил около восьми лет, участвуя в постройке Военно-Грузинской дороги и за это время он получил: денежную премию от Императора, чин капитана, два ордена Святой Анны — 3-й и 2-й степени и три повышения по должности: начальника дистанции, помощника начальника 2-го отделения и исполняющего обязанности начальника 2-го отделения.
В 1850 году Арзас Артемьевич подал в отставку по семейным обстоятельствам и был уволен в чине подполковника. По одним сведениям, причиной, заставившей его оставить службу в 8-м Округе путей сообщения, было то, что он тяготился этой службой, находя её несоответствующей его характеру; по другим данным он оставил службу одновременно со своим братом Арташесом, служившим вместе с ним, вследствие недоразумений, возникших между ними и начальником Округа путей сообщения. После увольнения, в 1850 году, Арзас Артемьевич и его брат Арташес отправились вновь в Россию, в Санкт-Петербург, где, подготовившись к военной строевой службе, сдали дополнительный экзамен.
Вернувшись на Кавказ, 6 марта 1852 года, Арзас Артемьевич был зачислен в чине майора в Апшеронский пехотный полк, с которым участвовал во многих кавказских экспедициях. С 6 мая 1853 года по 3 мая 1859 года он командовал 3-м батальоном этого полка; 5 октября 1857 года произведён в полковники.
С 3 мая 1859 года назначен командиром Апшеронского пехотного полка, и вскоре после того, командуя его 1-м и 4-м батальонами, он 25 августа с ними двинулся к аулу Гуниб и после горячего боя овладел неприятельскими завалами у этой деревни. За это дело он прямо на поле боя князем Барятинским был награждён орденом св. Георгия 4-й степени (награждение утверждено 8 сентября)
Командуя войсками на южной стороне Гуниба, он овладел самым важным пунктом неприятельской позиции и был главным виновником одержанной победы, следствием коей был плен Шамиля
20 октября того же года он был награждён золотой драгунской саблей с надписью «За храбрость».
6 августа 1865 года произведён в генерал-майоры и назначен помощником начальника 19-й пехотной дивизии. С 1868 года Тергукасов управлял средним отделом Терской области, а 25 марта следующего года получил в командование 38-ю пехотную дивизию. В 1876 году производен в генерал-лейтенанты.
Во время русско-турецкой войны 1877—1878 гг. Тергукасов оставался в Кавказском действующем корпусе и начальствовал Эриванским отрядом.
18 апреля 1877 года он со своей дивизией занял покинутый неприятелем Баязет, оставил в крепости небольшой гарнизон и сам с остальными силами двинулся к Эрзеруму, попутно выбив 28 мая неприятеля из укрепления Алашкерт. 9 июня отряд Тер-Гукасова выдержал бой у селения Даяр, где был атакован значительно превосходящими силами Мухтара-паши. Последний имел в виду воспользоваться отдаленностью главных сил российского Кавказского корпуса, оставшегося под Карсом, овладеть проходом Дели-баба, преградить таким образом путь отряду Тергукасова к Эрзеруму и нанести ему решительный удар. Сражение началось в 2 часа пополудни артиллерийским огнём с обеих сторон, от которого пострадали значительно более турки, чем русские; в 4 часа 30 минут неприятель двинулся в атаку, направляя главные усилия против правого фланга отряда Тергукасова, но на всех пунктах был отбит; в 10 часов вечера бой прекратился без ясных результатов.
Ночью Тергукасов получил приказание отступать, вызванное неудачами русских главных сил у Зивина. Несмотря на большие трудности пути и следование неприятеля по пятам, отступление было совершено в полном порядке, и турки вскоре прекратили преследование. Направляясь обратным путём к Баязету, Тергукасов подоспел к нему как раз в критический момент для находившегося там русского отряда.
Вскоре по уходе Тергукасова к Эрзеруму, оставленный им в Баязете малочисленный отряд (около 1600 человек) был осаждён 25-тысячным отрядом Измаила-паши и Гази-Магомета, занявшим внешний город и обложившим крепость. Более 20 дней осажденный гарнизон мужественно отражал неприятеля. 28 июня Тергукасов подошёл к крепости и после боя принудил осаждавших к бегству.
23 октября Тергукасов вместе с генерал-лейтенантом Гейманом нанёс решительное поражение туркам при Деве-Бойну, весьма сильной с фронта и флангов горной позиции, на которой сосредоточил все свои силы Мухтар-паша. Тергукасов, соединившись с генералом Гейманом, 28 октября в 4 часа 30 минут дня атаковал эту позицию. После жестокого боя русские овладели ключом позиций, высотой Узун-Ахмет, и вскоре за этим принудили турок к поспешному отступлению. Почти вся неприятельская артиллерия стала добычей русских войск.
7 января 1878 года Арзас Артемьевич назначен начальником Ахалцихского отряда, а 16 апреля того же года — начальником Кавказской гренадерской дивизии. 22 июля 1878 года Тергукасов был удостоен ордена Св. Георгия 3-й степени:
В воздаяние отличного мужества, примерной храбрости и распорядительности, оказанных в делах против Турок, в Июне 1877 года при взятии Баязета и при освобождении Баязетского гарнизона от блокады.
По окончании войны Тер-Гукасов получил в командование 2-й Кавказский корпус. За другие отличия во время этой войны Тергукасов был награждён орденами Св. Владимира 2-й степени с мечами, Белого орла с мечами и прусским Pour le Mérite.
В начале сентября 1879 года (по другим данным — 25 августа 1879 года) Тергукасов был назначен командующим Закаспийским военным отделом. 14 сентября 1879 года назначен командиром 2-го армейского корпуса. За короткий срок своей туркестанской деятельности Тергукасов сделал много полезного для реорганизации войск в Закаспии и серьёзно сумел упорядочить хозяйственные дела, пришедшие в упадок после неудачного Ахал-Текинского похода генерала Ломакина.
Яркую характеристику Тергукасова дал генерал М. А. Терентьев:

«Тер-Гукасов известен был на Кавказе своей безупречной честностью и ему верить можно. Начав службу инженером путей сообщения, он нашёл, что тут легко сделаться мошенником, и перешёл в строевые войска. Достигнув высокого положения, он никогда не занимался хозяйственными операциями, вроде подрядов на чужое имя, для поставки провианта и фуража в подчинённые ему части войск, как то делывали на Кавказе иные командиры…»
Скончался 8 (20) января 1881 года в должности командира 2-го Кавказского армейского корпуса.
В Тифлисе (Тбилиси) существовала улица А. А. Тер-Гукасова (сегодня ул. Коте Макашвили).

## Память
- Памятник Арзасу Артемьевичу в Тифлисе, 1900 год
- Могила генерала в Тбилисси

## Награды
Среди прочих наград Тергукасов имел ордена:
Российские:
- Орден Святой Анны 2-й степени (22 января 1848 года)
- Императорская корона и мечи к ордену Святой Анны 2-й степени (1857 год)
- Орден Святого Георгия 4-й степени (25 августа 1859 года, награждение утверждено 8 сентября того же года)
- Золотая драгунская сабля с надписью «За храбрость» (20 октября 1859 года)
- Орден Святого Владимира 4-й степени с мечами и бантом (1860 год)
- Орден Святого Владимира 3-й степени с мечами (1862 год)
- Орден Святого Станислава 1-й степени (1867 год)
- Орден Святой Анны 1-й степени с мечами (1870 год)
- Императорская корона к ордену Святой Анны 1-й степени (1873 год)
- Орден Святого Владимира 2-й степени с мечами (1877 год)
- Орден Белого орла с мечами (1877 год)
- Орден Святого Георгия 3-й степени (22 июля 1878 года, № 572 по кавалерским спискам)

Иностранные:
- Прусский орден «Pour le Mérite» (24 апреля 1878 года, «За сражение с турками в июне 1877 года и освобождение гарнизона Баязета»)